# Entodon beyrichii
Entodon beyrichii là một loài Rêu trong họ Entodontaceae. Loài này được (Schwägr.) Müll. Hal. mô tả khoa học đầu tiên năm 1845.